# ZALA Aero Group
ZALA Aero Group (також відома як A-Level Aerosystems) — російська компанія, що спеціалізується на розробці безпілотних літальних апаратів (БПЛА), розташована в Іжевську, Росія. 
ZALA Aero постачає системи БПЛА для декількох секторів російського уряду, включаючи Міністерство оборони, а також виграла контракти на постачання БПЛА в інші країни. Власні конструкторські та виробничі проекти компанії включають різноманітні системи, пов'язані з проектуванням, виробництвом та експлуатацією БПЛА, включаючи автопілоти, планера, механічні та пневматичні катапульти, пускові установки, корисне навантаження та комунікаційні технології.

## Виробник

### Керівні ролі
Контрольним власником компанії Zala Aero Group (ТОВ «ЦСТ») із часткою 50,85 % є іжевський бізнесмен Олександр Захаров, частка, що залишилася, належить концерну "Калашников". Захаров також є головним конструктором, у виробництві беруть участь син та дочка Захарова – Микита Олександрович Захаров (компанія «Аероскан») та Марія Захарова (НТЦ «Оріон»), будучи найбільшими постачальниками для ТОВ «ЦСТ»

## Безпілотні міні-літаки
Побудовано за аеродинамічною схемою «літаюче крило».
Призначені для спостереження в широкому діапазоні метеоумов підстилаючої поверхні (в тому числі складного рельєфу місцевості і водної поверхні), визначення ступеня завданих збитків, виявлення вибухових пристроїв, скидання невеликих вантажів, прикордонного контролю, виявлення нафтових розливів, обстеження стану ЛЕП і трубопроводів, моніторингу пожеж, повеней та інших стихійних лих, оповіщення населення, забезпечення безпеки об'єктів і людей, пошуку і виявлення людей. Призначений для спостереження, цілевказування, коригування вогню, оцінки збитку.

### Zala 421-04M, -08M
Zala 421-08 вперше демонструвався на виставці засобів забезпечення безпеки держави «INTERPOLITEX-2006» («Интерполитех-2006»). У 2008 році Zala 421-08 проходив випробування на судні льодового класу в умовах полярного дня.
У 2009 році МВС Росії придбало для свого підрозділу в Байконурі (Казахстан), кілька комплексів БЛА ZALA 421-04M. У грудні 2012 року один Zala-04 м був переданий МНС РФ по Брянській області.

### Zala 421-16
При створенні апарату використовувалися технології забезпечення малої помітності. Представлявся на виставці МАКС-2009.

### Zala 421-16E і -16EM
Більш легкі модифікації, ніж «421-16», трохи відрізняються по конструкції, мають фюзеляж.
421-16E вперше був показаний на МАКС-2011. В ході V Міжнародного салону «Комплексна безпека-2012» була представлена його модифікація 421-16ЕМ. Представлявся на виставці «Комплексна безпека-2012»

### Тактико-технічні характеристики ZALA
| Характеристика                 | 421-04M                                        | 421-08M                                        | 421-16                                         | 421-16E                                        | 421-16EM                                       |
| ------------------------------ | ---------------------------------------------- | ---------------------------------------------- | ---------------------------------------------- | ---------------------------------------------- | ---------------------------------------------- |
| Радіус дії відео / радіоканалу | 15 км / 25 км                                  | 15 км / 25 км                                  | 50 км / 70 км                                  | 50 км / 50 км                                  | 25 км / 50 км                                  |
| Тривалість польоту             | 1,5 год                                        | 1,3 год                                        | 4 або 8 год                                    | 3 год                                          | 2,5 год                                        |
| Розмах крила БЛА               | 1,61 м                                         | 0,81 м                                         | 1,68 м                                         | 2,815 м                                        | 1,81 м                                         |
| Максимальна висота польоту     | 3600 м                                         | 3600 м                                         | 3000 м                                         | 3600 м                                         | 3600 м                                         |
| Запуск                         | За корпус БЛА                                  | За корпус БЛА                                  |                                                |                                                | за рукоятки                                    |
| Зліт                           | еластична катапульта                           | еластична катапульта                           | Пневматична або механічна катапульта           | Пневматична або механічна катапульта           | еластична катапульта                           |
| Посадка                        | Парашут / в сітку                              | Парашут / в сітку                              | Парашут / в сітку                              | Парашут / в сітку                              | Парашут / в сітку                              |
| Тип двигуна                    | електричний з тягнучим гвинтом                 | електричний з тягнучим гвинтом                 | ДВЗ з тягнучим гвинтом                         | електричний зі штовхаючим гвинтом              | електричний зі штовхаючим гвинтом              |
| Швидкість                      | 65-100 км/год                                  | 65-120 км/год                                  | 130-200 км/год                                 | 65-100 км/год                                  | 65-100 км/год                                  |
| Максимальна злітна маса        | 5,5 кг                                         | 2,5 кг                                         | 16 кг                                          | 8,0 — 10,5 кг                                  | 6,5 кг                                         |
| Маса цільової навантаження     | до 1 кг                                        | 0,3 кг                                         | до 1,5 кг                                      | до 1,5 кг                                      | до 1 кг                                        |
| Навігація                      | ІНС з корекцією GPS / ГЛОНАСС, радіодальньомір | ІНС з корекцією GPS / ГЛОНАСС, радіодальньомір | ІНС з корекцією GPS / ГЛОНАСС, радіодальньомір | ІНС з корекцією GPS / ГЛОНАСС, радіодальньомір | ІНС з корекцією GPS / ГЛОНАСС, радіодальньомір |
| Діапазон робочих температур    | -30 ° C … + 40 ° C                             | -30 ° C … + 40 ° C                             | -30 ° C … + 40 ° C                             | -30 ° C … + 40 ° C                             | -30 ° C … + 40 ° C                             |

## Безпілотні літаки

### Zala 421-20
Безпілотний літак великого радіуса дії — до 120 км, розмах крила 6 м, маса цільового навантаження до 50 кг. Здатний комбінувати на борту різні системи, серед яких аеронавігація, автоматична розшифровка даних, лазерне цілевказування і цільові навантаження з високою роздільною здатністю.

### Zala 421-09
Побудований за нормальною аеродинамічною схемою з двобалковим оперенням. Старт і посадка проводиться з ґрунтового покриття. На дрон встановлюється лижне або колісне шасі. Призначений для моніторингу земної поверхні. Корисне навантаження апарату — телекамера і тепловізор на гіростабілізований платформі.

### ТТХ
- Маса, кг
  - Максимальна злітна 70
- Тип двигуна 1 ДВЗ
- Максимальна швидкість, км/год 130
- Крейсерська швидкість, км/год 90
- Радіус дії, км 250
- Тривалість польоту, год 10,5
- Практична стеля, м 3000

## Вертольоти одногвинтові

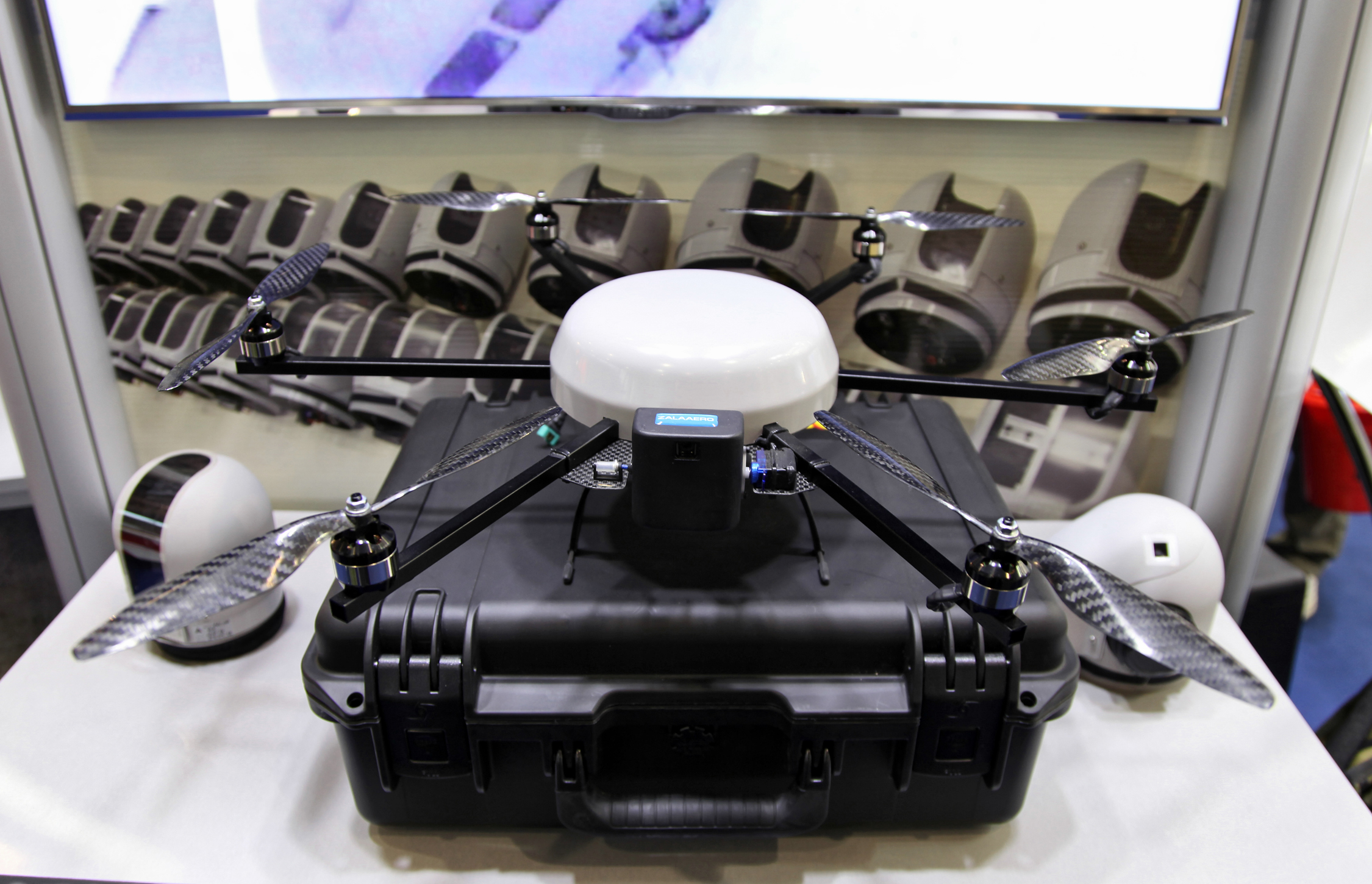
ZALA 421-21

Безпілотні вертольоти призначені для аерофотозйомки, трансляції і ретрансляції теле- і радіосигналів, проведення екологічних експериментів, доставки медикаментів, продуктів і пошти при наданні екстреної допомоги в процесі ліквідації аварій і катастроф у важкодоступних і небезпечних для людини місцях, а також для інженерної, радіаційної, хімічної і біологічної розвідки.

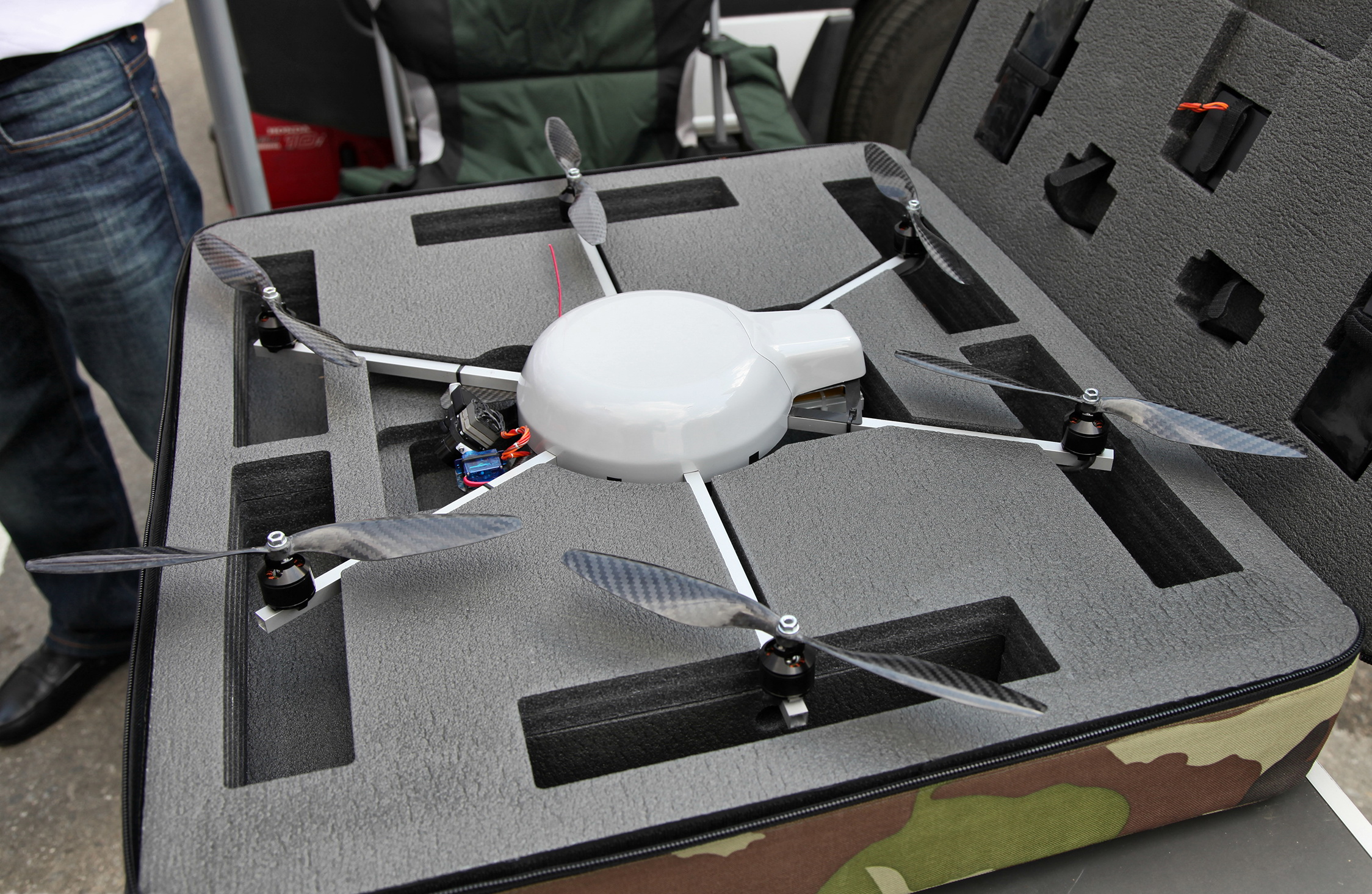
ZALA 421-21 UAV

Zala 421-02 демонструвався на виставках Міжнародного форуму засобів забезпечення безпеки Російської Федерації «INTERPOLITEX-2005» і «INTERPOLITEX-2006» («Интерполитех-2006»).
| Характеристика                         | 421-02           | 421-02X          | 421-06                          | 421-23           |                  |
| -------------------------------------- | ---------------- | ---------------- | ------------------------------- | ---------------- | ---------------- |
| Радіус дії відео / радіоканалу, км     | 50               | 25/50            | 15                              | 25/50            |                  |
| Тривалість польоту, год                | 6                | 1,5-2            | 2                               | 1,5              |                  |
| Діаметр несучого гвинта, м             | 3,06             | 3,12             | 1,77                            | 2,15             |                  |
| Габарити, довжина / висота / ширина, м | 2,64x0,79x0,56   | 0,75х2,86х1,18   | 1,57x0,57                       | 0,54х2,63х0,86   |                  |
| Максимальна висота польоту, м          | 4000             | 3000             | 2000                            | 3000             |                  |
| Запуск / Посадка                       | вертикальний     | вертикальний     | вертикальний                    | вертикальний     |                  |
| Тип двигуна                            | 1 ПД             | ДВЗ (Ванкель)    | ДВЗ / електро (модель 421-06Е). | ДВЗ              |                  |
| Швидкість, км/год                      | 150              | до 60            | 50                              | до 50            |                  |
| Максимальна злітна маса, кг            | 95               | 90               | 12                              | 35               |                  |
| Маса цільової навантаження, кг         | до 50            | 25               | 2                               | 11,5             |                  |
| Навігація                              | GPS / ГЛОНАСС    | GPS / ГЛОНАСС    | GPS / ГЛОНАСС                   | GPS / ГЛОНАСС    |                  |
| Діапазон робочих температур            | -30 °C … + 40 °C | -30 °C … + 40 °C | -30 °C … + 40 °C                | -30 °C … + 40 °C | -30 °C … + 40 °C |

### ZALA 421-23
Розроблено у 2010 році, брав участь на виставці МАКС-2011.
БПЛА розроблений для установки професійних оптичних приладів та забезпечення тривалого моніторингу об'єктів. Призначений для спостереження за поверхнею суші та моря, для аналізу обсягу газів в повітряному шарі і рівня радіоактивності в режимі реального часу, для розпізнавання, оцінки пошкоджень і загорянь. Найбільш ефективно вертоліт виявив себе під час обстеження ліній електропередач, при виконанні робіт у рамках НДДКР як універсальна літаюча платформа для розміщення необхідного цільового навантаження. Спеціально розроблений сервопріводний підвіс передбачає розміщення цільових навантажень масою до 11,5 кг, в тому числі професійної камери для кінематографії.
Конструкція
Побудований за одногвинтовою схемою з рульовим гвинтом та шасі полозкового типу. Силова установка — опозитний двоциліндровий двигун з повітряним охолодженням об'ємом 80 куб.см. Несучий гвинт — дволопатевий. У 2012 році була випущена електрична версія БПЛА на акумуляторних батареях, в тому числі модифікація з додатковим паливним баком.

### ZALA-421-06

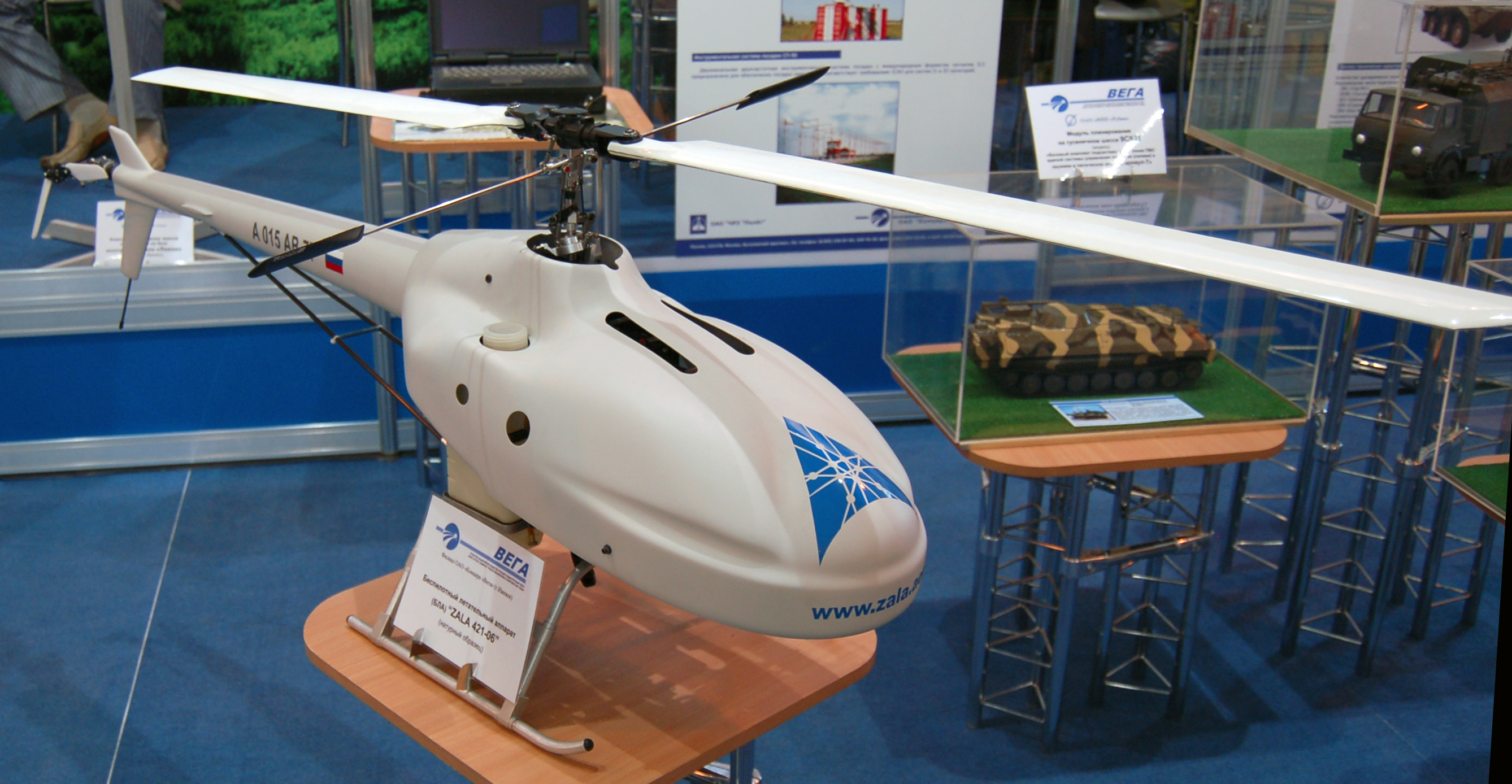
Zala-421-06 на виставці МАКС-2009

Модернізувався спеціально для МНС РФ у 2008 році, також проходив випробування на судні льодового класу в умовах полярного дня.
ZALA 421-06 призначений для аерофотозйомки, трансляції і ретрансляції теле- і радіосигналів, проведення екологічних експериментів, доставки медикаментів, продуктів і пошти при наданні екстреної допомоги в процесі ліквідації аварій і катастроф в важкодоступних і небезпечних для людини місцях, а також для інженерної, радіаційної, хімічної та біологічної розвідки.
Бортове обладнання ZALA 421-06 включає інфрачервону і електрооптичну камери. Як опціональне корисне навантаження використовуються детектори радіації, хімічних газів і гучномовець. Передача даних на станцію управління апаратом здійснюється в режимі реального часу за захищеномим цифровомим каналом.

## Мультикоптери
Малогабаритні БПЛА вертолітного типу — мультикоптери вертикального зльоту і посадки, малого і середнього радіуса дії. Не потребують спеціально підготовленого злітно-посадкового майданчика, що дозволяє застосовувати апарати на важкодоступних ділянках місцевості.
| Характеристика                 | 421-21                      | 421-22                      |
| ------------------------------ | --------------------------- | --------------------------- |
| Радіус дії відео / радіоканалу | 2 км / 2 км                 | 5 км / 5 км                 |
| Тривалість польоту             | 35 хвилин                   | 35 хвилин                   |
| Габарити без АКБ / з АКБ       | 0,60х0,52х0,07 м /?         | ? / 1,06х1,06х0,24 м        |
| Максимальна висота польоту     | 1000 м                      | 1000 м                      |
| Запуск / Посадка               | Вертикальний — автоматичний | Вертикальний — автоматичний |
| Тип двигуна                    | електричний                 | електричний                 |
| Схема                          | шестироторна                | восьмироторна               |
| Швидкість                      | до 30 км / год              | до 30 км / год              |
| Максимальна злітна маса        | 1,5 кг                      | 8 кг                        |
| Маса цільової навантаження     | 0,3 кг                      | до 2 кг                     |
| Навігація                      | GPS / ГЛОНАСС               | GPS / ГЛОНАСС               |
| Діапазон робочих температур    | -30 °C … + 40 °C            | -30 °C … + 40 °C            |

## Баражуючий боєприпас

### Изделие 52[18]
Виріб 52 - інтелектуальна багатозадачна зброя, яка за заявою розробника, здатна самостійно знаходити задану ціль і вражати її. 
| Характеристика    | Значення                          |
| ----------------- | --------------------------------- |
| Тип БЧ            | осколково-фугасний / кумулятивний |
| Маса БЧ           | 3 кг                              |
| Тип детонатора    | передконтактний / контактний      |
| Тип двигуна       | електричний                       |
| Наведення         | ВК/ІЧ                             |
| Дальність зв'язку | 80+ км                            |
| Швидкість         | 30+ км/год                        |
| Матеріал корпусу  | Композитні матеріали              |

### Изделие 53[19]
Ініціативна розробка "Виріб 53" поєднує в собі унікальні технологічні рішення і простоту в експлуатації.
Виріб запускається з одиночного або чотиризарядного транспортно-пускового контейнера (ТПК). Використання ТПК дає змогу ефективно застосовувати його як із суходолу, так і, наприклад, із рухомих морських суден. Швидке розгортання "Изделия 53" дає змогу оперативно змінити точку запуску, мінімізує можливість її виявлення противником і дає змогу операторові запускати боєприпас на видаленні від точки управління, зокрема із замаскованої позиції.
Завдяки сучасним алгоритмам штучного інтелекту, після запуску вироби утворюють "рій" і використовуються для нанесення групового залпового удару, реалізуючи концепцію мережецентричної бойової операції.

### Изделие 54[21]
Боєприпас для баражування "Изделие 54" оснащено двигуном ДВЗ, що дає змогу ефективно застосовувати його проти техніки та живої сили противника, які перебувають на відстані понад 200 км.
Бойова частина баражувального боєприпасу істотно збільшилася порівняно з "Изделиями 51 та 52".
Ініціативна розробка компанії використовує новітні алгоритми, що дають змогу в автономному режимі виявляти заздалегідь визначені оператором цілі та вражати їх із високою точністю. У поєднанні з іншими програмними рішеннями компанії баражувальний боєприпас стає потужною, ефективною, а головне сучасною зброєю, протидіяти якій практично неможливо.

### Изделие 55
Призначений для ураження наземної техніки та інших ключових цілей на передовій та в тилу противника.

## Бойове застосування

### Російсько-українська війна
Російські військові та різні підрозділи російських спецслужб використовували БПЛА Zala під час війни на сході України.
29 листопада 2020 року у смузі відповідальності однієї із бригад ЗС України поблизу Луганського, зі спостережного пункту було виявлено підхід ДРГ противника до українських позицій.
Ворог корегував підходи за допомогою БПЛА типу Zala 421-08. Однак, через технічну несправність, БПЛА впав й за кілька місяців був знайдений українськими військовими. При огляді безпілотника на пошкодженій батареї було знайдено голографічну табличку з надписом «ФСБ РФ» та серійним номером. В РФ всі державні закупівлі мають бути маркованими для «запобігання корупції», що свідчить про те, що цей безпілотник було куплено ФСБ і відправлено на Донбас.
Після вогневого контакту противник відійшов. Під час огляду шляху відступу ворожої ДРГ було виявлено засоби мінування російського виробництва, зокрема три МОН-50 та споряджений касетний контейнер типу КСФ-1 з мінами типу ПФМ-1, які заборонені Женевською конвенцією.
27 лютого 2023 року ЗС України знищили черговий БПЛА ZALA.